# Neopanorpa spicata
Neopanorpa spicata är en näbbsländeart som beskrevs av George W. Byers 1966. Neopanorpa spicata ingår i släktet Neopanorpa och familjen skorpionsländor. Inga underarter finns listade i Catalogue of Life.